# Relació fonamental de la termodinàmica

Diagrama del motor Carnot (modern) - on una quantitat de calor QH flueix des d'un forn TH d'alta temperatura a través del fluid del "cos de treball" (substància de treball) i la calor restant QC flueix a l'aigüera freda TC, forçant així la substància de treball. fer un treball mecànic W sobre l'entorn, mitjançant cicles de contraccions i expansions.

En termodinàmica, la relació termodinàmica fonamental són quatre equacions fonamentals que demostren com quatre magnituds termodinàmiques importants depenen de variables que es poden controlar i mesurar experimentalment. Per tant, són essencialment equacions d'estat i, utilitzant les equacions fonamentals, es poden utilitzar dades experimentals per determinar quantitats buscades com G (energia lliure de Gibbs) o H (entalpia). La relació s'expressa generalment com un canvi microscòpic d'energia interna en termes de canvis microscòpics d'entropia i volum per a un sistema tancat en equilibri tèrmic de la següent manera.
{\displaystyle \mathrm {d} U=T\,\mathrm {d} S-P\,\mathrm {d} V\,}
Aquí, U és energia interna, T és temperatura absoluta, S és entropia, P és pressió i V és volum.
Aquesta és només una expressió de la relació termodinàmica fonamental. Es pot expressar d'altres maneres, utilitzant diferents variables (p. ex. utilitzant potencials termodinàmics). Per exemple, la relació fonamental es pot expressar en termes de l'entalpia H as
{\displaystyle \mathrm {d} H=T\,\mathrm {d} S+V\,\mathrm {d} P\,}
en termes de l'energia lliure de Helmholtz F com
{\displaystyle \mathrm {d} F=-S\,\mathrm {d} T-P\,\mathrm {d} V\,}
i en termes de l'energia lliure de Gibbs G com
{\displaystyle \mathrm {d} G=-S\,\mathrm {d} T+V\,\mathrm {d} P\,}.

## Primera i segona lleis de la termodinàmica
La primera llei de la termodinàmica diu que:
{\displaystyle \mathrm {d} U=\delta Q-\delta W\,}
on {\displaystyle \delta Q} i {\displaystyle \delta W} són quantitats infinitesimals de calor subministrades al sistema pel seu entorn i el treball realitzat pel sistema sobre el seu entorn, respectivament.
Segons la segona llei de la termodinàmica tenim per a un procés reversible:
{\displaystyle \mathrm {d} S={\frac {\delta Q}{T}}\,}
Per tant:
{\displaystyle \delta Q=T\,\mathrm {d} S\,}
Substituint això a la primera llei, tenim:
{\displaystyle \mathrm {d} U=T\,\mathrm {d} S-\delta W\,}
Sigui {\displaystyle \delta W} un treball de pressió-volum reversible realitzat pel sistema sobre el seu entorn,
{\displaystyle \delta W\ =P\mathrm {d} V\,}
tenim:Aquesta equació s'ha derivat en el cas de canvis reversibles. Tanmateix, com que U, S i V són funcions d'estat termodinàmics que depenen només dels estats inicial i final d'un procés termodinàmic, la relació anterior també és vàlida per als canvis no reversibles. Si la composició, és a dir, les quantitats {\displaystyle n_{i}} dels components químics, en un sistema de temperatura i pressió uniformes també pot canviar, per exemple, a causa d'una reacció química, la relació termodinàmica fonamental es generalitza a:
{\displaystyle \mathrm {d} U=T\,\mathrm {d} S-P\,\mathrm {d} V\ +\sum _{i}\mu _{i}\,\mathrm {d} n_{i}\,}
El {\displaystyle \mu _{i}} són els potencials químics corresponents a partícules de tipus {\displaystyle i}.
Si el sistema té més paràmetres externs que només el volum que pot canviar, la relació termodinàmica fonamental es generalitza a
{\displaystyle \mathrm {d} U=T\,\mathrm {d} S+\sum _{j}X_{j}\,\mathrm {d} x_{j}+\sum _{i}\mu _{i}\,\mathrm {d} n_{i}\,}
Aquí el {\displaystyle X_{j}} són les forces generalitzades corresponents als paràmetres externs {\displaystyle x_{j}}. (El signe negatiu utilitzat amb la pressió és inusual i sorgeix perquè la pressió representa un esforç de compressió que tendeix a disminuir el volum. Altres forces generalitzades tendeixen a augmentar els seus desplaçaments conjugats).